# Marco Menchini (bobbista)
Marco Menchini (Aosta, 20 novembre 1968) è un velocista ed ex bobbista italiano.

## Biografia
Velocista del Centro Sportivo Carabinieri, partecipò ai Campionati italiani assoluti di atletica leggera, vincendo il titolo della staffetta 4 x 100 nel 1992 e 1993, oltre la gara della staffetta svedese nel 1993.
Selezionato per la Nazionale di bob dell'Italia, partecipò alle Olimpiadi invernali di Nagano 1998, dove giunse al 14º posto con il bob a quattro.
Ai Campionati italiani di bob vinse con il bob a due la medaglia d'oro nel 1999 e il bronzo nel 2000, mentre nel bob a quattro fu oro nel 2001.
Conclusa la carriera bobbistica, ha continuato a dedicarsi all'atletica leggera, divendendo referente regionale del settore velocità per la FIDAL del Piemonte e allenando la figlia Rebecca Menchini, che vinse la medaglia d'oro nella staffetta svedese ai Campionati europei under 18 di atletica leggera 2018.